# Aconogonon middendorfii
Aconogonon middendorfii är en slideväxtart som först beskrevs av Kongar, och fick sitt nu gällande namn av Josef Holub. Aconogonon middendorfii ingår i släktet sliden, och familjen slideväxter. Inga underarter finns listade i Catalogue of Life.